# Peter Steiger (Radsportler)
Peter Steiger (* 23. Januar 1960 in Schlatt) ist ein ehemaliger Schweizer Radrennfahrer.
Seinen ersten nationalen Titel bei den Amateuren gewann er 1982 in der Mannschaftsverfolgung mit dem Team des VC Binningen. 1984 wurde Peter Steiger Schweizer Meister der Amateur-Steher; anschliessend trat er zu den Profis über. 1992, in Maebashi, wurde er Steher-Weltmeister, nachdem er schon 1990 und 1991 jeweils Vize-Weltmeister geworden war. Auch an Europameisterschaften musste er sich 1987 mit Silber sowie 1986 und 1989 mit Bronze jeweils nur knapp geschlagen geben. Siebenmal errang er die Schweizer Meisterschaft. Auch auf der Strasse war er erfolgreich; so gewann er 1989 das australische Rennen Jayco Bay Cycling Classic.
Im März 1993 wurde Steiger bei einer Ausfahrt in Mexiko von einem Lastwagen angefahren und erlitt schwere Verletzungen. Er musste den Radsport aufgeben; mit ihm zusammen trat sein Schrittmacher Ueli Luginbühl vom aktiven Radsport zurück.
Steiger war Mitglied des RV Winterthur und des VC Binningen.